# Mallosia brevipes
Mallosia brevipes är en skalbaggsart som beskrevs av Maurice Pic 1897. Mallosia brevipes ingår i släktet Mallosia och familjen långhorningar.
Artens utbredningsområde är Iran. Inga underarter finns listade i Catalogue of Life.